# عزیز اسپندار
عزیز اسپندار (زادهٔ ۲۶ اسفند ۱۳۲۷) بازیکنان سابق فوتبال اهل ایران است. وی یکی از سه تفنگدار افسانه‌ای ملوان در دهه پنجاه است که تمام دوران ورزشی خود را در ملوان گذرانده و از پیشکسوتان این باشگاه محسوب می‌گردد.

## بیوگرافی ورزشی
آقای گل ایران در سال ۱۳۵۳و۱۳۵۶، دومین گلزن برتر کل دوران جام تخت جمشید با ۴۷ گل زده، یکی از سه تفنگدار افسانه‌ای ملوان و برندهٔ نخستین جام حذفی ایران، عضویت در تیم ملی ارتش ایران در پیش از انقلاب، نایب قهرمانی جهان در ایتالیا در سال ۱۳۷۴ به عنوان مربی با تیم ملی ارتش و کسب مقام هفتم لیگ برتر چهارم فوتبال ایران به عنوان مربی از دیگر افتخارات وی به‌شمار می‌آید.

## شروع فوتبال
در سال ۱۳۴۲ هنگامی که ۱۵ سال سن داشت فوتبال را به صورت جدی در سربازخانهٔ قدیم واقع در غازیان در بندر انزلی که هم‌اکنون کوی نیروی دریایی خوانده می‌شود شروع کرد. سال ۱۳۴۴ اسپندار به تیم کلنی انزلی دعوت شد و همراه با تیم آموزشگاه‌های انزلی در سال ۱۳۴۶ سوم ایران شد. سپس در سال ۱۳۴۷ در ایران با تیم آموزشگاه‌های انزلی مقام نخست را کسب کرد.

## خاطره‌ای از زمان آغاز شکل‌گیری باشگاه ملوان از زبان وی
در مسابقات انتخابی جام تخت جمشید در سال ۱۳۵۱ ملوان در اهواز به عنوان منضبط‌ترین و منسجم‌ترین تیم انتخاب شد همهٔ ما چنان گذشت و همکاری داشتیم که مطرح نبود چه کسی گل می‌زند، در اهواز خوابگاه ما زیر جایگاه استادیوم بود و در بیست و چهار ساعت فقط یک وعده غذا می‌خوردیم که شامل یک عدد لواش و دو سیخ جگر بود در بازی آخر بچه‌ها کاملاً تحلیل رفته بودند بازیکنان جوان این‌ها را بدانند دو روز قبل از اختتامیه پول ما تمام شد، چای و شیرینی تنها غذای ما تا زمان بازگشت به انزلی بود. گریه‌های آقای بهمن صالح نیا در لحظهٔ انتخاب ملوان به عنوان یکی از تیم‌های نهایی جام تخت جمشید هیچ وقت از یادم نمی‌رود.

## دوران مربیگری
اسپندار از سال ۶۰ مشغول مربیگری است و در طول دوران مربیگری و در تمامی آن‌ها با رتبه ممتاز قبول شد و استعداد خود را همچون دوران بازیگری در مربیگری نیز نشان داد بطوریکه بینگهام ایرلندی (مدرس کلاس آو سرمربی اسبق ایرلند در جام جهانی ۱۹۸۲) در مصاحبه تلویزیونی به تعریف از وی پرداخت. اسپندار در حال حاضر دارای مدرک آ آسیا در زمینه مربیگری است و در سال ۸۶ نیز به همراه نصرت ایراندوست مربیگری تیم شاهین پارس جنوبی را بر عهده داشت.

## قهرمانی اولین جام حذفی ایران
وهمچنین قهرمانی در جام حذفی در سال ۱۳۵۵ و زدن دو گل در فینال که گل دوم وی که گل آخر بازی نیز بود از دایره مرکز زمین به ثمر رسید و به گفته کارشناسان فوتبال کشور بهترین گل به ثمر رسیده در تاریخ جام حذفی کشور نیز است. در ضمن اسپندار با ۶۲ گل زده در جام تخت جمشید و جام حذفی برترین گلزن تاریخ ملوان نیز است.
بهترین خاطره ورزشی نیز از زبان وی به همین بازی و گل بازمی‌گردد:
- در فینال اولین جام حذفی ایران در سال ۱۳۵۵ تراکتورسازی تبریز را ۴ بر ۱ بردیم گل اول و آخر را من زدم گل اول را روی سانتر قاسم سلطان زاده با سر به ثمر رساندم دو گل دیگر را هم علی نیاکانی زد. در دقایق آخر بازی آن‌ها یک گل خطا زدند در لحظهٔ پایانی این دیدار نصرت ایراندوست یک پاس بلند درست روی قوس وسط امجدیه برای من فرستاد توپ را با سینه کنترل کردم و با توجه به اینکه دروازه‌بان تراکتور جلو آمده بود از همان وسط زمین گل چهارم ملوان را به ثمر رساندم. همان شب انزلی چی‌ها در کنار هتل محل اقامت مان در تهران تا صبح به شادمانی پرداختند صبح که به سمت انزلی حرکت کردیم یکی از بی نظیرترین استقبال‌ها در تاریخ فوتبال ایران شکل گرفت انزلی چی‌ها با ماشین‌های شخصی خود را به ما رسانده بودند و از سد منجیل جاده یک طرفه شده بود.

## باشگاه‌ها
- شیلات بندر انزلی
- کلنی بندر انزلی
- آموزشگاه‌های بندر انزلی
- کارگران بندر انزلی
- ملوان بندر انزلی